# 莫斯科停战协定
1944年9月19日，以芬兰为一方，以苏联和英国为另一方签署了《莫斯科停战协定》，结束了继续战争。  停战协议恢复了1940年的莫斯科和平协定，并作了一些修改。
1947年，芬兰在巴黎签署与大多同盟国国家签署巴黎和平条约。

## 和平条件
和平条件与1940年的莫斯科和平协定中商定的条件相似。芬兰割让卡累利阿和萨拉的部分领土，以及芬兰湾的一些岛屿。新的停战协议还将佩琴加地区割让给苏联，芬兰还被迫将波尔卡拉租借给苏联，租期为50年（但在1956年交还芬兰）。 
其他条件包括芬兰在六年内以各种商品的形式向苏联支付300,000,000美元(今为$52億美元)作为战争赔偿。 芬兰还同意使芬兰共产党合法化（在其对党章进行了一些修改之后），并取缔苏联认为是法西斯主义的政党。  此外，苏联认为对战争负有责任的人必须被逮捕和审判，最著名的案件莫过于里斯托·雷蒂一案。   停战协议迫使芬兰将德国军队驱逐出其领土，导致拉普兰战争的发生。